# Annie La Fleur
Annie La Fleur (3 de novembro de 1969) é uma ex-basquetebolista profissional australiana-papua, medalhista olímpica.

## Carreira
Annie La Fleur integrou a Seleção Australiana de Basquetebol Feminino, em Sydney 2000, conquistando a medalha de prata.